# 诺顿艺术博物馆
诺顿艺术博物馆（Norton Museum of Art）是一个艺术博物馆，位于美国佛罗里达州西棕榈滩。其收藏包括8200多件作品，主要集中在欧洲、美国、中国艺术以及当代艺术和摄影。2003年，它超过了萨拉索塔的约翰和梅布尔林林艺术博物馆（John and Mable Ringling Museum of Art），成为佛罗里达州最大的博物馆。 诺顿自然历史艺术博物馆每天上午 10:00 至下午 5:00 开放，周五上午 10:00 至晚上 10:00 除外。和周日上午 11:00 至下午 5:00。